# المرأة في لبنان

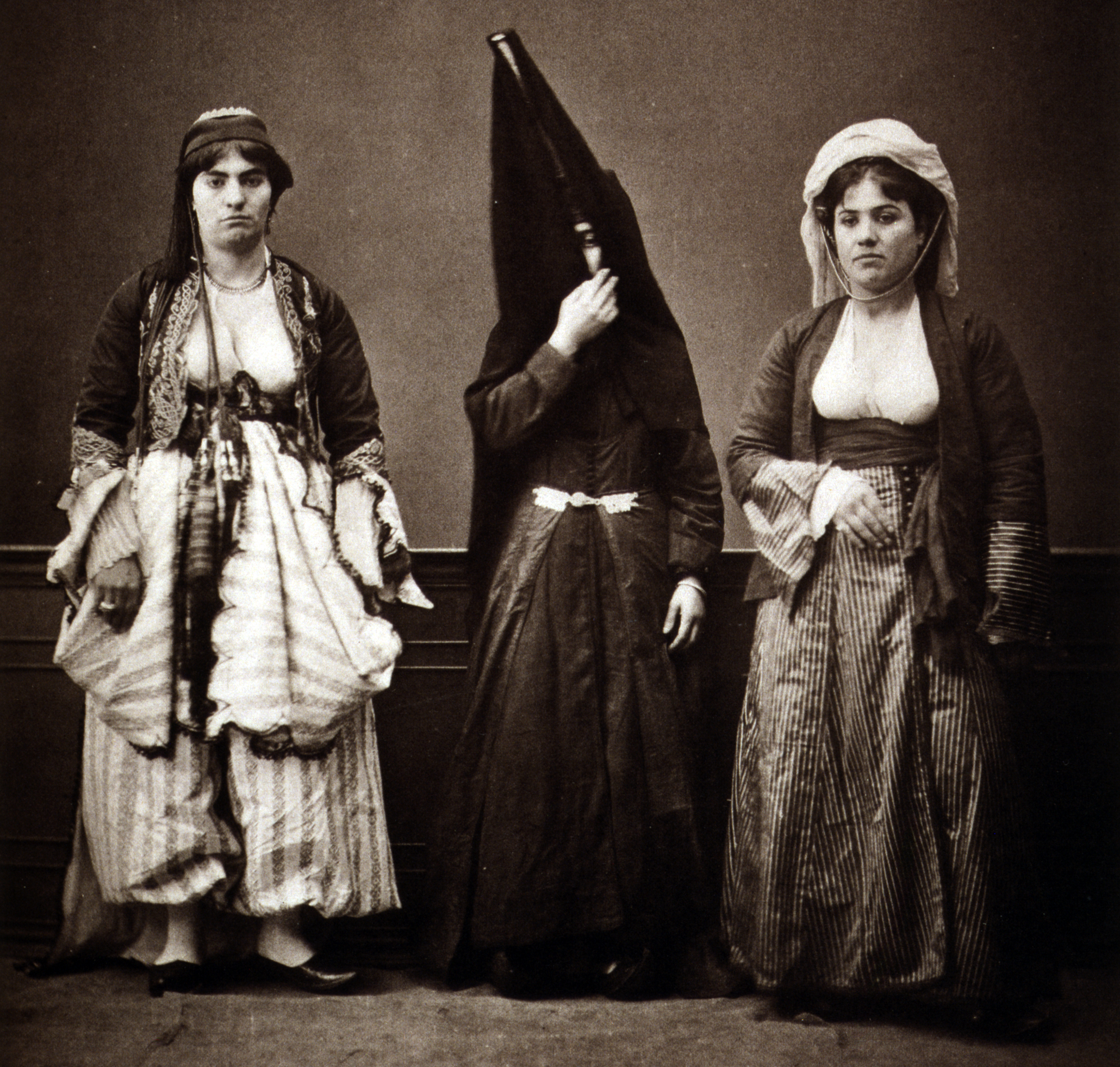
سيدات لبنانيات من جبل لبنان

تتمتع المرأة اللبنانية بحقوق وحرية أكثر مقارنة بالنساء في أماكن أخرى من العالم العربي. تستطيع النساء في لبنان ارتداء ملابس أكثر تحرراً والتنقل بسهولة نسبية في أجزاء معينة من البلاد على عكس البلدان الأخرى في المنطقة. تتمتع المرأة اللبنانية بحقوق مدنية متساوية مع الرجل. ومع ذلك نظرًا للتعدد الكبير في الأديان المعترف بها رسميًا في لبنان تحكم شؤون الأسرة اللبنانية بما لا يقل عن 15 قانونًا شخصيًا. تتمتع المرأة اللبنانية بحماية قانونية تختلف حسب دينها. في الأسر المسلمة يمكن أن يكون سن الزواج بمجرد بلوغ الطفل سن البلوغ وتعدد الزوجات مسموح به. يمكن للمرأة المسلمة الزواج من رجل مسيحي أو يهودي قانونيًا على سبيل المثال يمكن لرجل كاثوليكي لبناني الزواج من سيدة مسلمة بشرط تعميد أطفالهم وإلا فقد يختار الزوجان الزواج المدني الذي يُجرى في الخارج والذي يمكن تسجيله في أي سفارة لبنانية ومن ثم منحها اعترافًا رسميًا (هذا هو خيار شعبي خصوصًا وقبرص عادة ما تكون الوجهة المفضلة). إن الأطفال المولودين لامرأة لبنانية ورجل من بلد آخر لا يحصلوا على الجنسية اللبنانية.
ساعدت المنظمات غير الحكومية المحلية والإقليمية في زيادة الوعي باالعنف ضد المرأة في لبنان.  ومع ذلك فإن السياسات الحكومية المتعلقة بهذا الأمر ضعيفة وقد قوبلت محاولات تحسين هذا المجال بمقاومة. لا تعترف قوانين لبنان بمفهوم الاغتصاب الزوجي  ومحاولة إضافة هذا القانون تعرضوا لهجوم من رجال الدين اللبنانيين.
تقوم الأسرة في لبنان كما هو الحال في أي مكان آخر في منطقة الشرق الأوسط بتخصيص أدوار مختلفة لأفراد الأسرة على أساس الجنس. حيث المكانة العليا للرجال في المجتمع وضمن الحدود الضيقة للأسرة النواة تتجاوز حواجز الطائفة أو العرق. بنية الأسرة اللبنانية أبوية. وتنبع مركزية شخصية الأب من دور الأسرة كوحدة اقتصادية. تسود هذه الفكرة في المناطق الريفية في لبنان حيث تشارك النساء في أعمال الفلاحين. ومع ذلك يلاحظ أن نسبة النساء العاملات في القوة العاملة قد زادت. منذ عام 1970، سمحت المجتمعات العربية للمرأة بلعب دور أكثر نشاطًا اجتماعيًا وفي قوة العمل وذلك أساسًا بسبب نقص القوى العاملة الناجم عن هجرة الرجال الثقيلة إلى دول الخليج العربى.
على الرغم من استمرار المواقف التقليدية فيما يتعلق بدور المرأة تتمتع المرأة اللبنانية بحقوق مدنية متساوية وتلتحق بمؤسسات التعليم العالي بأعداد كبيرة (على سبيل المثال، شكلت النساء 41 بالمائة من الطلاب في الجامعة الأمريكية في بيروت عام 1983). رغم أن النساء في لبنان لديهن منظماتهن الخاصة إلا أن معظمهن يوجدن كفروع تابعة للأحزاب السياسية.

## التمثيل السياسي للمرأة في لبنان

### منح المرأة حق التصويت
أكدت فرنسا النظام الانتخابي لامارة جبل لبنان العثمانية السابقة في تأسيس مجلس تمثيلي للبنان الكبرى في عام 1922. استمرت الانتخابات على مرحلتين والاقتراع العام للراشدين من الذكور والدوائر متعددة الطوائف المتعددة الأعضاء وبالوضع السائد في جبل لبنان حتى عام 1914. حصلت النساء في لبنان على حق الاقتراع في عام 1952 بعد خمس سنوات فقط من حصول الرجال في الجمهورية الجديدة (في عام 1947). أعلن الدستور اللبناني - وتحديدا المادة 7 أن «جميع اللبنانيين متساوون بموجب القانون ويتمتعون بحقوق مدنية وسياسية متساوية ويؤدون واجبات ومسؤولية عامة دون أي تمييز بينهم». لكن هذا لم يحمي من التمييز بين الجنسين وبالتالي لم تكن النساء يتمتعن بالحماية على قدم المساواة. تم رفض حق المرأة في التصويت من قبل الحكومة اللبنانية المبكرة حتى تنظيمها وبدأت في تقديم التماس من أجل المساواة في الحقوق. في عام 1952 تم التوصل إلى اتفاقية الحقوق السياسية للمرأة وضمان أن تكون المرأة قادرة على التصويت. حصلت المرأة على حق التصويت ولكن مع وجود قيود، كان عليها أن تحصل على تعليم ابتدائي. كان على النساء الحصول على مستندات يمكن أن تثبت حصولهن على تعليم ابتدائي على الأقل. رُفِع هذا القيد بعد خمس سنوات في عام 1957 دون الكثير من الخطاب أو القتال.

### المرأة في السياسة
حصلت النساء على حق التصويت في منتصف القرن العشرين بعد ثلاثين عامًا من حصول النساء الأمريكيات على حق الاقتراع في الولايات المتحدة. رغم أن نساء لبنان حصلن على حقهن في التصويت في وقت مبكر إلى حد ما لا يزال هناك نقص كبير فيهن في المجال السياسي اللبناني. يسيطر الذكور على المجال السياسي في لبنان مثله مثل بقية العالم. هذا لا يعني أنه لا توجد نساء ممثلات في لبنان ولكنهن قليلات ومتباعدات.
اعتبارًا من عام 2009، لم يكن هناك سوى 17 امرأة للعمل في البرلمان منذ الاقتراع. هذا العدد كئيب إلى حد ما ولكنه يرسم الصورة المثالية لما هي نظرة المرأة في البرلمان. يُعزّز عدم وجود نساء في السياسة إلى التفرد السياسي المنبثق في لبنان، مما يحدّ من المعايير المجتمعية وأدوار الجنسين. تتكون الساحة السياسية في البلاد في الغالب من عدد صغير من الأسر النخبة التي كانت في السلطة منذ 1950s و 1960s وبداية الاقتراع. هناك نقص شديد في النساء في المناصب السياسية المنتخبة والمعينة. لمكافحة انخفاض معدل مشاركة المرأة في السياسة والحكومة، خطط مجلس المرأة اللبنانية لعقد مؤتمر في عام 1998.  جنبا إلى جنب مع المنظمات غير الحكومية النسائية الأخرى، اقترح نظام الحصص للحكومة لضمان التمثيل المتساوي للمرأة في الانتخابات.  تم إنشاء منظمات غير حكومية أو منظمات غير حكومية استجابة لعدم وجود تمثيل سياسي للمرأة. الحكومة لم تأخذ أي من اقتراحاتهم بعين الاعتبار.
وفقًا للدكتورة زينة زعتري، "أعطت العديد من المنظمات غير الحكومية النسائية أولوياتها نحو تلبية الاحتياجات الاقتصادية والاجتماعية للنساء في المناطق الريفية والنساء اللائي لا يحصلن على موارد كافية. تعمل هذه المنظمات على تحقيق حقوق المرأة على أرض الواقع. يركز عدد كبير من المنظمات النسائية أيضًا على ممارسة الضغط وتهدف إلى البحث ونشر نتائجها على النساء للتأثير على صانعي السياسة والنظام القضائي. مجلس المرأة اللبنانية (LWC)، الذي أنشئ في الخمسينيات من القرن الماضي، يعمل ككيان مظلة لأكثر من 140 منظمة

### التمثيل السياسي
واحدة من أهم خصائص السياسة اللبنانية هي تجاوز الأحزاب السياسية التي تتنافس على السلطة والسيطرة. يوجد في البلاد ثمانية عشر حزبا سياسيا، لكن سبعة منها تهيمن حاليا على المجال. هذه الأحزاب السياسية كلها تقريبا يسيطر عليها الرجال، وغالبا ما توجد النساء اللائي يترأسن هذه الأحزاب فقط لأنهن جزء من واحدة من العائلات السياسية وتم تعيينهن في السلطة في كثير من الأحيان بسبب الموت المفاجئ أو نقص الرجال غادر لتشغيل في الأسرة. يسيطر الرجال على قيادة البلاد، وغالبًا ما يسكتون أصوات النساء.
الدستور اللبناني هو نظام فرنسي، يعزز المساواة بين «جميع» المواطنين. ومع ذلك، في لبنان يتم فصل السلطة الحكومية في البلاد عن طريق الفصائل الدينية على أساس حجم كل من سكانها. هذه الأرقام قديمة جدًا وتستند إلى تعداد للبلد تم إجراؤه عام 1943. يحدد لبنان رسمياً أن هناك ثمانية عشر اعترافًا دينيًا بالطوائف الإسلامية والمسيحية في البلاد.
تشمل الأحزاب السياسية الرئيسية حزب الله وحركة أمل (الشيعة)؛ تيار المستقبل، بقيادة النائب سعد الحريري، الابن الأصغر لرئيس وزراء لبنان الأسبق، رفيق الحريري (سني)؛ حزب الكتائب والقوات اللبنانية (المسيحيون الموارنة)؛ الحزب الاشتراكي التقدمي (الدرزي)؛ والحركة الوطنية الحرة التي لها من الناحية النظرية أعضاء من جميع الاعترافات، لكنها تظل مسيحية في الغالب. هذه الأحزاب الدينية غالباً ما تميز ضد المرأة وترفض إدراجها. [بحاجة لمصدر]
اعتبارًا من عام 2009، وفقًا لدون دنكان من صحيفة لوموند ديبلوماتيك (النسخة الإنجليزية)، «مع وجود 3.1٪ فقط من المقاعد التي تشغلها النساء الآن، أصبح لبنان في أسفل جدول التمثيل البرلماني للمرأة في الشرق الأوسط، في منطقة الخليج المحافظ. دول مثل عمان (لا شيء) واليمن (0.3٪) والبحرين (2.7٪) (2). في حين أن سوريا المجاورة لها 12.4 ٪، وتونس لديها 22.8 ٪ والعراق لديها حصة 25 ٪ للنساء».

## أدوار الجنسين

### الزواج / الوالدين
أصبحت حقوق المرأة تقدمية إلى حد ما على مر القرون في لبنان مقارنة ببلدان الشرق الأوسط الأخرى لأن الشريعة الإسلامية (قانون الشريعة) لا تستخدم لتنفيذ القوانين (لكن الطوائف المختلفة قد تدعم بعض التقاليد داخل مجتمعهم). على سبيل المثال، تؤكد المادة 7 من دستور لبنان أن جميع المواطنين يجب أن يتمتعوا بحقوق وواجبات متساوية بغض النظر عن الجنس. لديهم أيضًا المادة 8 من دستور لبنان بأن الحرية الفردية ستكون مكفولة ومحمية بموجب القانون؛ ومع ذلك، لا تزال المرأة اللبنانية تواجه التمييز بين الجنسين. على الرغم من وضع بعض القوانين فيما يتعلق بالمرأة وحقوقها، فإن المسؤولين ليسوا متكررين في تطبيق المساواة بين الجنسين على وجه التحديد. ناهيك عن أنه لا تزال هناك بعض قوانين التمييز وقوانين العقوبات التي تم تطبيقها وتظل هذه القوانين قائمة لأن لبنان يقوم على قواعد اجتماعية أبوية وأن غالبية الرجال في لبنان يكتسبون وظائف رفيعة المستوى داخل المجتمع. نظرًا لتطبيق القواعد الاجتماعية الأبوية، تجد المرأة أن القوانين الموضوعة لحماية حقوق المرأة غير فعالة وأكثر تقييدًا من الرجال في لبنان، الممنوحة للمرأة اللبنانية الحضرية فرصًا أكثر من الحركة الريفية اللبنانية ولكن لا تزال المرأة على حد سواء تواجه قيودًا على أعمالها. على الرغم من أن المرأة اللبنانية لها الحق في الذهاب إلى المدرسة، والحصول على وظيفة في المجتمع، وما إلى ذلك، فالقاعدة المتوقعة هي أن تظل خاضعة، وخاضعة، وتخصيص الوقت للمنزل. بعض الأفعال التمييزية التي تواجهها النساء كنساء لبنانيات تقيد حركتهن بشدة هي قواعد للطلاق وحضانة الوالدين. نظرًا لأنه لا يزال من الشائع في الثقافة اللبنانية (حيث العديد من المسلمين) أن تقدم المرأة لزوجها، يتم منح العديد من الحقوق البارزة للزوج / الأب أولاً قبل الأم.

## الأمومة

### تربية الأطفال
كانت الأبوة عملاً سياسياً مهماً لبعض اللبنانيين في أعقاب الحرب العالمية الأولى. أدى ذلك إلى انعكاس التحولات الحرجة في العلاقات الفرنسية اللبنانية ، لكنه ساهم كثيرًا في عملية تشكيل الدولة. الأدب الذي يضع الأطفال في أي سياق تاريخي في لبنان هو أيضا عرضة لتأطير الطفولة بشكل ثابت للغاية وتقليل أهميتها في مصفوفة من القوى الاجتماعية والثقافية والسياسية والاقتصادية الأخرى. تم فهم الأشخاص الذين تم تحديدهم على هذا النحو بشكل مختلف على أنهم أطفال أو أطفال أو شباب أو مراهقين أو أولاد أو بنات، معظمهم بسبب الأدوار الاجتماعية والجنسانية التي لعبوها، بدلاً من أي مجموعة أخرى من العوامل، ولكن أيضًا في بعض الأحيان حسب العمر والبيولوجيا حتى الطبقة. ومع ذلك، فإن أحد أكثر المجالات تعارضًا، حيث تم التشكيك في تعريفات الطفل هو القانون. أيضا، بالنسبة للحقوقيين الإسلاميين، كان العمر الذي تلقت فيه المرأة الحيض الأول لها مهمًا لعدة أسباب. لم يقتصر الأمر على إشارة إلى دخولها مرحلة البلوغ من الناحية البيولوجية، ولكن هذا يعني أيضًا أن مسؤولياتها كمسلم زادت كثيرًا.

### تعريف الطفل في القانون اللبناني
وفقًا لأحد الأطروحات حول مدارس الشريعة الإسلامية الخمس، «هناك إجماع بين المدارس على أن الحيض والحمل هما دليلان على سن البلوغ.» إن قيود السلوك المقبول المتعلقة بالدورة الشهرية للمرأة ليست بسيطة، وقدرتها على الامتثال لها، وخاصة اتباع الجدول الزمني المناسب للغسيل الطقسي، يعني أنها يمكن أن تتولى المهام«الكبار». في هذه المرحلة أيضًا، كانت تبدأ عادة في الصيام طوال اليوم خلال شهر رمضان المبارك، مثل الكبار. ومع ذلك، «تتفق جميع المدارس على أن أي خروج يحدث قبل أن تصل الفتاة إلى سن التاسعة لا يمكن أن يكون طمثًا؛ إنه بسبب مرض أو إصابة». لذلك، في حين أن تسعة كان الحد الأدنى الفني من البلوغ القانوني للإناث، الحيض الذي كان في وقت مبكر لم يكن متوقعا. كان سن الرابعة عشرة أو الخامسة عشرة، بالنسبة للفتيان والفتيات، من المرجح بدرجة أكبر توقع حدوث بداية البلوغ. 

### مشروع قانون لأحفاد اللبنانيين
بموجب قانون الجنسية اللبناني الحالي، لا يمكن لأحفاد المغتربين اللبنانيين الحصول على الجنسية إلا من والدهم، ولا يمكن للنساء نقل الجنسية إلى الزوج أو الزوج.
في 7 نوفمبر 2015، رفض جبران باسيل، وزير الشؤون الخارجية والمغتربين، تقديم تنازلات بشأن مشروع قانون يمنح الجنسية لأحفاد المغتربين اللبنانيين من خلال توسيعه ليشمل الأزواج الأجانب وأطفال النساء اللبنانيات ".

### التعليم
كان التعليم على جدول الأعمال الاستعماري من البداية إلى النهاية، وحظي باهتمام خاص بسبب قدرته المتصورة على إحداث أكبر تغيير في أكبر عدد من اللبنانيين. كان هذا أيضًا أمرًا ظن المبشرون والإداريون الاستعماريون أنه يمكنهم التعاون معًا، حيث تخيلوا شخصية مواطنة مماثلة كان من المفترض أن يصوغها أطفال لبنانيون من قبل الغرب. تم تمييز الشباب من قبل المبشرين الأجانب لإمكانياتهم في التحول ليس فقط للجيل القادم من اللبنانيين ولكن أيضا للجيل الحالي من الآباء والأمهات، وخاصة الأمهات. 

### الزواج
يتم النظر إلى النساء والرجال بشكل مختلف بناءً على جنسهم في لبنان، والأحكام والقواعد مختلفة لكليهما. كان قانون العقوبات في لبنان وتحديداً في الزواج لصالح الرجل. ومع ذلك، فقد شهدت بعض الإصلاحات التي تمس الحاجة إليها. المادة 562، التي كانت تستخدم تاريخيا لتخفيض الأحكام الصادرة بحق جريمة شرف غير متعمدة الناتجة عن الجماع الجنسي «غير الشرعي»، ألغيت من قبل البرلمان اللبناني في 4 أغسطس 2011  علاوة على ذلك، في عام 2014، أصدر البرلمان اللبناني أخيرًا قانونًا كاملاً يستهدف العنف المنزلي. ومع ذلك، لا تزال بعض القوانين الحالية تميل إلى تفضيل الرجال في بعض الجوانب. على سبيل المثال، إذا كانت الزوجة الذكر زانية قبل اتهامها، يتم استجوابه بشأن الزنا بشأن ما إذا كان قد تم في منزل الزوجية أو إذا أصبحت علاقة الزنا علنية؛ ومع ذلك، فإن المرأة إذا اتهمت بارتكاب أعمال زانية في أي مكان في أي وقت بغض النظر عن الظروف المدانة تلقائيا. علاوة على ذلك، إذا أدين مدة العقوبة أقل للذكر من الإناث (الذكر: من شهر إلى سنة؛ الإناث: من ثلاثة أشهر إلى ثلاث سنوات). في الآونة الأخيرة، كانت هناك محادثات حول تجريم الزنا تمامًا، ولا يزال هناك مشروع قانون مقدم من النائب سامي الجميل في هذا الشأن في انتظار المراجعة.

## الأمهات العازبات في لبنان
تم وصف الأمهات بأنهن وحدهن في العملية بمجرد بدء الأمومة. متوسط الفكر لامرأة لبنانية، بعد أن اكتشفت خبر أنها تحمل طفلاً، «لقد توقفت حياتي وسحق عالمي عندما علمت أنني حامل. ... العالم كله كان ضدي. لا يوجد شريك بجانبي يدعمني، ولا أسرة تعترف بي بعد أن جلبت العار على اسم عائلتنا، كما يقولون».
أوضحت امرأة تحمل اسم سمر، مدى سوء فهمها وشعرت بها عندما يتعلق الأمر بالأمومة. شاب نظرت إلى صديقتها، وجذبها إلى ثقته به ثم اغتصبها وغادر البلاد للعمل. وقال إنه لن يرد أي من المكالمات التي أجرتها للتواصل معه. هذا الوصول الأول في هذا الوضع في لبنان هو أن يتزوج الوالدان الشاب من ابنتهما. المحاولة الثانية كانت لإقناع النساء بإجراء عملية إجهاض. 

### الكفاح الإجتماعي للمرأة اللبنانية
هناك العديد من القصص المتعلقة بالأمهات العازبات في لبنان، لكن لديهن جميعًا شيء واحد مشترك: لا أحد منهم اختار هذا المسار حقًا، على عكس النساء في البلدان الأكثر ليبرالية، حيث أصبحت الأمومة العازبة الآن اختيارًا وطريقًا يمكن للمرأة أن تسلكه دون أن رفض من قبل المجتمع. لكن الأمور مختلفة في لبنان. لقد عاشت كل أم وحيدة مأساة مروعة قبل الوصول إلى مرحلة الولادة وتربية طفلها بمفردها. قصص الاغتصاب، والاعتداء الجنسي، وسفاح المحارم، والشركاء الذين يغادرون والعديد من المآسي الأخرى تعني أن الأمهات العازبات يتم رفضهن اجتماعيًا واقتصاديًا لسبب لا يكون غلطته في كثير من الأحيان. كانت هناك قضايا للأمهات العازبات في لبنان، والتي كانت تعتبر أيضًا من المحرمات. كان سيئًا للغاية أن تتجاهل منظمات المجتمع على الإطلاق تقديم أي شكل من أشكال المساعدة في المنطقة لتفادي الظهور كمساعدات لنساء حوامل دون أن يتزوجن. هناك عدد قليل من المنظمات التي تتجه إليها الأمهات العازبات، ولم يتم بعد إنشاء مراكز تدعمها الهيئات الرسمية لمساعدتها في تنظيم شؤونها. تتلقى منظمة مريم ومارثا، وهي واحدة من الجمعيات القليلة التي تساعد هؤلاء النساء، أمهات عازبات لسنوات عديدة، وتوفر لهن الدعم الذي يحتاجن إليه. 

### الدعم الصحي للمرأة في لبنان
كان لدى ثمانية من أصل تسعة وثلاثين مستشفى في لبنان فصول رعاية سابقة للولادة، إلا أن ثلاثة فقط من هذه المدارس سجلت بالفعل جميع النساء في هذه الفئات. كانت هناك أشكال أخرى من الإمداد، مثل المعلومات على الأقل، حيث يوجد أربعة مستشفيات فقط تقدم معلومات مكتوبة بشأن الرعاية أثناء المخاض والولادة. أفاد ستة من مقدمي الرعاية الصحية بأنهم يستفسرون عن تفضيلاتهم. علاوة على ذلك، فإن القليل منهم قد أعطوا النساء أي فرصة لإجراءات مثل الحلاقة أو حقنة شرجية أو تطبيق مراقبة الجنين. أخيرًا، لوحظ أن جميع الأماكن تتمتع بحركة صارمة للنساء في عملية الولادة، بما في ذلك ثمانية ممن ربطوا أذرعهم وأرجلهم.

### التوصيات
هناك ضرورة للمضي قدماً في العمل الذي يدرس الآثار الصحية لرعاية الأمومة، والمحاولات المبذولة لتعزيز سياسات مقدمي الرعاية الصحية وممارساتهم. حيث أفضل ممارسة ليست في مكانها. يجب أن يحدث تدخل قريبًا في لبنان. 

## اقتصاد المرأة

### التاريخ
أثرت الحرب الأهلية اللبنانية والغزو الإسرائيلي للبنان كثيرًا على الاقتصاد اللبناني. منذ عام 2008، نما اقتصادها بنحو 8 في المائة، لكن ليس بدرجة كافية بما فيه الكفاية لأنها لا تزال دولة مثقلة بالديون بسبب الحرب. تمكنت النساء المترابطات مع الاقتصاد من المشاركة منذ سبعينيات القرن الماضي، لكنهن لا زلن ممثلات تمثيلا ناقصا في القوى العاملة وأول من يتأثر سلبا عندما يفشل الاقتصاد. تسمح المادة 215 من قانون العقود والالتزامات المعمول بها حالياً في لبنان للرجل والمرأة بنفس الحق في امتلاك وإدارة الممتلكات. يمكن للمرأة المتزوجة امتلاك وإدارة ممتلكاتها بشكل منفصل بغض النظر عن انتمائها الديني. على الرغم من إعطاء الحقوق نفسها، لا تزال هناك تداعيات غير عادلة تؤثر سلبًا على النساء أكثر من الرجال. على سبيل المثال، إذا أعلن زوج المرأة إفلاسها، فهناك قيود مفروضة على ممتلكات المرأة وليس على الرجل. علاوة على ذلك، هناك بعض الصياغة القانونية التي تجعل من الصعب على المرأة أن تقف بشكل مستقل تمامًا اقتصاديًا لأن ملكية المرأة، إذا كانت متزوجة تُعتبر مشتريات بأموال الرجل وتعتبر تقنيًا من أصول الرجل ما لم يثبت العكس. ترى هنا المرأة على الرغم من منحها فرصة متساوية للحصول على الممتلكات، ولكن لا تزال غير متساوية تمامًا مع الرجل لأن هناك صياغة قانونية تمنح المرأة وقتًا أكثر صعوبة في أن ينظر إليها كإنسان فردي بدلاً من المرؤوس أو الأصول / التبعية لزوجها.خلال العقود الأخيرة من الإمبراطورية الساسانية، يشير الاستخدام المتكرر للألقاب الملكية من قبل الحكام الفرس في آسيا الوسطى، ولا سيما في أفغانستان الآن، إلى ضعف قوة شاهينشاه (ملك الملوك)، مما يشير إلى أن الإمبراطورية كانت تنهار بالفعل في وقت الفتح الإسلامي.  تم تقسيم المجتمع الفارسي بشكل صارم إلى طبقات مع كون طبقة النبلاء من أصل «الآري» المفترض، وانعكس هذا الانقسام في المجتمع الفارسي على غرار الطبقات في الجيش.  زودت الطبقة الأرستقراطية الآذرية الفرسان، وجاءت مشاة البيجان من الفلاحين وكان معظم النبلاء الفارسيين الأعظم جنودًا من العبيد، وكان هذا الأخير قائمًا على المثال الفارسي.  معظم الجيش الفارسي يتألف من مرتزقة قبليين تم تجنيدهم من السهول جنوب بحر قزوين ومن ما يعرف الآن بأفغانستان.  كانت التكتيكات الفارسية متمركزة مع القوات الفارسية مقسمة عادة إلى مركز، على أساس تل، وجناحين من سلاح الفرسان على أي من الجانبين. 

### قوة العمل
للمرأة الحق في العمل في لبنان. على الرغم من أن الرجال لا يزالون ينظرون إلى عدد أكبر من الرجال في القوى العاملة أكثر من النساء (انظر الشكل 4 أدناه من قبل معهد أبحاث سياسة المرأة). يميل عدد أكبر من النساء، خاصة النساء اللائي تتراوح أعمارهن بين 36 و 55 عامًا، إلى البقاء في المنزل وتميل إلى أسرتهن وتربية الأطفال، ويلعبن المعايير الاجتماعية لدور المرأة في المجتمع الأبوي في لبنان. على الرغم من أن الرجال ممثلون نسبياً في قوة العمل، فإن النساء ما زلن يعملن. من المرجح أن تشغل النساء وظائف بدوام جزئي إذا كن يعملن لأنهن يضطرن إلى القيام بواجباتهن المنزلية أيضًا. تم تعديل المادة 29 من قانون العمل اللبناني لزيادة إجازة الأمومة؛ ومع ذلك، فإن لبنان يفي بالمعايير المنصوص عليها في اتفاقية منظمة العمل الدولية رقم 103 التي تمنح النساء ما لا يقل عن 12 أسبوعًا. ناهيك عن أن لبنان لا يقدم خدمات للمساعدة في رعاية الأطفال، مما يجعل من الصعب على النساء الانغماس في القوة العاملة بشكل كامل، ولا تُقدم إجازة الأبوة على الإطلاق. توجد وظائف شائعة للنساء اللائي يعملن عمومًا في منطقة الخدمة أو يعمل أخصائيون (انظر الشكل 6 أدناه من قبل معهد أبحاث سياسة المرأة لمعرفة الوظائف الأخرى التي تشارك فيها النساء). تختلف رواتب النساء مقارنة بنظرائهن الذكور اختلافًا جذريًا. يميل الرجال إلى جعل أكثر من النساء مما تسبب في فجوة كبيرة في الأجور بين الجنسين. يحصل الرجال على ثلاثة أضعاف ما يحصلون عليه من النساء أكثر من 1101 دولارًا شهريًا، بينما يتقاضى الرجال ثلاثة أضعاف أقل من 300 دولار شهريًا. على الرغم من أن النساء والرجال الذين يعملون في الحكومة / القطاع العام يحصلون على أجور مماثلة، فإن النساء في القطاع الخاص لا يعملن و 86 في المائة من معظم العمال في لبنان يعملون في القطاع الخاص و 80 في المائة من النساء في القطاع الخاص يكسبن 700 أو أدناه (انظر الشكل 9 و 10 من قبل معهد أبحاث سياسة المرأة لفجوة الأجور). هناك أيضًا فجوة كبيرة بين الأجر على أساس عمر المرأة. كلما كانت المرأة أصغر سناً، كان من المرجح أن تحصل على أجر أقل (تكسب امرأتان من كل 3 شابات 500 دولار أو أقل) لأن الزيادة في الأجر تأتي مع سنوات من الخبرة.

## الحركات النسائية في لبنان: حقوق المرأة والعنف ضد المرأة

### المرأة في الحكومة
من أجل فهم الأهمية الحقيقية للحركة النسائية في لبنان، من المهم أولاً أن نفهم المعايير الحكومية والاجتماعية السائدة في الشرق الأوسط. تعمل الحكومة اللبنانية على نطاق برلماني يضم ممثلين عن كل منظمات دينية معترف بها بالإضافة إلى رئيس وزراء واحد يحدد القوانين التي تنظم البلاد. يتكون هذا البرلمان بالكامل من أشخاص يمارسون علانية الدين الأبوي. فازت المرأة اللبنانية بحق التصويت عام 1952. ومع ذلك، فمنذ هذا النصر، خدمت 17 امرأة فقط في البرلمان اللبناني. ليس لكل من هذه الديانات مكانة خاصة بها في البرلمان فحسب، بل لها أيضًا محاكم خاصة بها ومدونات لقواعد السلوك الخاصة بها. في حين أن لبنان يُنظر إليه غالبًا على أنه بلد ليبرالي للغاية، ويمكن القول إنه أكثر البلدان ليبرالية في الشرق الأوسط، فإن القمع المنتظم للمرأة لا يزال سائدًا. في الوقت الحالي، تستطيع المرأة: الزواج بحرية مع إدراك أن الطلاق قد يتسبب في قدر كبير من المصاعب الاجتماعية والاقتصادية، طالما أنها قادرة على إثبات حصولها على تعليم ابتدائي، ولديها وظائف طالما لا تتعدى هذه الوظائف على واجباتهم الداخلية، والتجول في الأماكن العامة دون الحاجة إلى ارتداء الحجاب. لسوء الحظ، حتى مع كل هذه الحقوق السطحية، لا تزال المرأة تتعرض للتقدم غير المرغوب فيه والتمييز الاجتماعي. من الناحية الدستورية، يتم اعتبار النساء والرجال اللبنانيين متساوين ؛ ومع ذلك، فهي ليست خالية من القوانين والسلوكيات الاجتماعية المقبولة علنا والتي تشجع تدخل الذكور من هذه الحقوق باسم الشرف أو الحفاظ على الأسرة.

### المرأة في لبنان
يسترشد لبنان بـ 15 قانونًا أو أكثر من القوانين والمحاكم الدينية، بما في ذلك الأحزاب الشيعية والسنية والمارونية والدرزية، وكلها «تتنافس للحفاظ على المصالح الطائفية الضيقة، وليس مصالح لبنان الموحد». من قبيل الصدفة، كل هذا يشجع اضطهاد النساء. تأسس معهد الدراسات النسائية في العالم العربي عام 1973 من قبل الجامعة اللبنانية الأمريكية. بينما تهدف الرابطة إلى تعليم نساء الشرق الأوسط، إلا أنهن كن في طليعة العديد من الحركات النسائية. أنها تسهم كثيرًا في الحركات النسائية بحكم البحوث والمنشورات. تم تصميم أحد هذه المشاريع، وهو من هي، بعد أن أجرت IWSAW بحثًا لتحديد عدد النساء اللبنانيات المعاصرات في الوظائف المهنية المعروفين على نطاق واسع من قبل الجمهور. هذه قاعدة بيانات توفر للجمهور «سهولة الوصول إلى المعلومات الببليوغرافية عن عدد كبير من النساء المعاصرات في واحدة من الفئات التالية: قادة الرأي، كبار المديرين، السياسيين، المهنيين، الفنانين، الباحثين، والخبراء ضمن مجموعة واسعة من المواضيع». غالبًا ما تكتسب النساء المنخرطات في منظمات سياسية وصمة عار اجتماعية. على سبيل المثال، تعيش العديد من النساء داخل حركة المقاومة الفلسطينية في المخيمات اللبنانية. هؤلاء النساء «لديهن اجتماعات سياسية في الليل وغالبًا ما ينامن بعيدًا عن المنزل. وقد تم استدعاء الكثير من البغايا للقيام بذلك. لكنهم وقفوا قائلين إن بلادهم تأتي قبل الأسرة». معظم هؤلاء النساء متعلمات ومدربات على القتال، ومع ذلك ما زلن عرضة للتمييز والتجنيس الجنسي في لبنان بعد الحرب. في معظم دول الشرق الأوسط، تُعتبر المرأة اللبنانية رمزا للأمة، وليس بالضرورة كأعضاء فاعلين. نظرًا لأن معظم النساء اللبنانيات المعاصرات غير معروفات بإسهاماتهن خارج عالم الفقهاء، فإن العديد من الحركات النسائية لا يحملون وثائق ويتم تجاهلها من قبل الحكومة الأبوية.

### المساهمات القانونية للمرأة
بين عامي 2006 و 2008، احتج العديد من اللبنانيين على معارضة رئيس الوزراء فؤاد السنيورة. بما أن رئيس الوزراء والبرلمان هم الأفراد الذين يقرون القوانين، فإن هذه الاحتجاجات كانت مهمة خاصة بالنسبة للنساء. في طليعة هذه الاحتجاجات كانت المنظمات النسائية الكبرى (المنظمات غير الحكومية). إحدى المنظمات النسائية غير الحكومية التي تعاملت مع الاستغلال والعنف ضد المرأة هي كافا. تهدف كفى، التي تأسست عام 2005، إلى جانب العديد من المنظمات النسائية الأخرى، إلى تقليص الأشكال الاجتماعية والقانونية والاقتصادية للنظام الأبوي من أجل وقف العنف ضد النساء والأطفال. اقترحوا قانونًا، تم صياغته في عام 2009، وكان يهدف إلى وقف العنف المنزلي ضد المرأة، بما في ذلك الاغتصاب في إطار الزواج. كتبت مجموعة المنظمات غير الحكومية هذه رسائل إلى مجلس الوزراء ذكرت فيها لاحقًا أنها ستتنافس من أجل الإصلاح القانوني وحماية المرأة من العنف الأسري. بعد الكثير من الضغط والاحتجاج، نجح أشخاص من هذه المنظمات غير الحكومية في دفع مشروع القانون إلى البرلمان حيث جلس في الاعتقال. بمرور الوقت، بينما كان عالقًا في البرلمان، تم تعديل هذا القانون بشكل مستمر بسبب اعتراضات المحافظين الدينيين. كان الخلاف الأكبر فيما يتعلق بهذا القانون أحد أكثر القضايا شيوعاً بالنسبة للنساء: الاغتصاب الزوجي. وشملت الاقتراحات لتعديل القانون إزالة الجزء الذي يصف الاغتصاب الزوجي باعتباره جريمة. على الرغم من أن إقرار هذا القانون قد يؤدي إلى انخفاض العديد من المواقف العنيفة داخل الأسرة، إلا أن تعديله المقترح سيهزم غرض القانون. قد يجادل بعض الناشطات النسويات بأن عدد لا يحصى من التعديلات في هذا القانون يجعل القانون يضر بالنهوض بالمرأة في لبنان. نظرًا لوجود العديد من الاختلافات داخل كل من المحاكم الدينية، يتم التعامل مع العنف المنزلي بطريقة مختلفة اعتمادًا على المنطقة التي تتعامل معها المرأة. من المثير للاشمئزاز أن تشرع المرأة في الطلاق في جميع القطاعات الدينية في البرلمان. في بعض المحاكم، يجب على المرأة التي تطلب الطلاق الحصول على قدر كبير من الأدلة فيما يتعلق بعدم احترام زوجها. وبالمثل، إذا كان الرجل يسعى للحصول على الطلاق، في العديد من المحاكم يمكنه الحصول على هذا الطلاق مع القليل من الأدلة، وباسم الشرف أو الحفاظ على الأسرة. على سبيل المثال، إذا حاولت امرأة كانت ضحية للاغتصاب الزوجي الحصول على الطلاق من زوجها، فسيتم رفض هذا الجهد في العديد من المحاكم من خلال الفكرة المقبولة اجتماعياً، والتي يدعمها القاضي الشيخ أحمد الكردي من محكمة دينية سنية، أن مثل هذا الاتهام «يمكن أن يؤدي إلى سجن الرجل، حيث يمارس في الواقع أقل حقوقه الزوجية.». هذا يعني أن الرجل، بحكم كونه زوجها، يمتثل امتثالًا تامًا لقوانين ومدونات قواعد السلوك في لبنان. بالإضافة إلى ذلك، يمكن أن تقابل المرأة التي تذهب إلى عائلتها للحصول على الدعم في طلب الطلاق بكل من المعارضة لقرارها، والعار الذي يحيط بها. تساهم هذه المعتقدات المقبولة اجتماعياً بنشاط في تهميش أصوات المرأة في لبنان. في ديسمبر / كانون الأول 2016، تم إطلاق حملة مناهضة الاغتصاب في لبنان - المادة 522 لإلغاء المادة في قانون العقوبات التي سمحت للرجل بالهروب من السجن إذا تزوج من ضحيته.

## روابط خارجية
موقع المجلس اللبناني للمرأة